# National Board of Review Awards 2012
L'84ª edizione dei National Board of Review Awards si è svolta l'8 gennaio 2013.
I vincitori sono stati annunciati il 5 dicembre 2012.

## Classifiche

### Migliori film
- Argo, regia di Ben Affleck
- Re della terra selvaggia (Beasts of the Southern Wild), regia di Benh Zeitlin
- Django Unchained, regia di Quentin Tarantino
- Les Misérables, regia di Tom Hooper
- Lincoln, regia di Steven Spielberg
- Looper, regia di Rian Johnson
- Noi siamo infinito (The Perks of Being a Wallflower), regia di Stephen Chbosky
- Promised Land, regia di Gus Van Sant
- Il lato positivo - Silver Linings Playbook (Silver Linings Playbook), regia di David O. Russell

### Migliori cinque film stranieri
- La scelta di Barbara (Barbara), regia di Christian Petzold
- Quasi amici - Intouchables (Intouchables), regia di Olivier Nakache ed Éric Toledano
- Il ragazzo con la bicicletta (Le Gamin au vélo), regia di Jean-Pierre e Luc Dardenne
- No - I giorni dell'arcobaleno (No), regia di Pablo Larraín
- Rebelle, regia di Kim Nguyen

### Migliori cinque documentari
- Ai Weiwei: Never Sorry, regia di Alison Klayman
- Detropia, regia di Heidi Ewing e Rachel Grady
- The Gatekeepers - I guardiani di Israele, regia di Dror Moreh
- The Invisible War, regia di Kirby Dick
- Only the Young, regia di Elizabeth Mims e Jason Tippet

### Migliori dieci film indipendenti
- La frode (Arbitrage), regia di Nicholas Jarecki (2012)
- Bernie, regia di Richard Linklater
- Compliance, regia di Craig Zobel
- End of Watch - Tolleranza zero (End of Watch), regia di David Ayer
- Hello I Must Be Going, regia di Todd Louiso
- Little Birds, regia di Elgin James
- Moonrise Kingdom - Una fuga d'amore (Moonrise Kingdom), regia di Wes Anderson
- On the Road, regia di Walter Salles
- Quartet, regia di Dustin Hoffman
- Sleepwalk with Me, regia di Mike Birbiglia e Seth Barrish

## Premi
- Miglior film: Zero Dark Thirty, regia di Kathryn Bigelow
- Miglior film straniero: Amour, regia di Michael Haneke
- Miglior documentario: Searching for Sugar Man, regia di Malik Bendjelloul
- Miglior attore: Bradley Cooper - Il lato positivo - Silver Linings Playbook (Silver Linings Playbook)
- Miglior attrice: Jessica Chastain - Zero Dark Thirty
- Miglior attore non protagonista: Leonardo DiCaprio - Django Unchained
- Miglior attrice non protagonista: Ann Dowd - Compliance
- Miglior attore rivelazione: Tom Holland - The Impossible
- Miglior attrice rivelazione: Quvenzhané Wallis - Re della terra selvaggia (Beasts of the Southern Wild)
- Miglior cast: Les Misérables, regia di Tom Hooper
- Miglior regista: Kathryn Bigelow - Zero Dark Thirty
- Miglior regista esordiente: Benh Zeitlin - Re della terra selvaggia (Beasts of the Southern Wild)
- Miglior film d'animazione: Ralph Spaccatutto (Wreck-t Ralph), regia di Rich Moore
- Miglior sceneggiatura originale: Rian Johnson - Looper
- Miglior sceneggiatura non originale: David O. Russell - Il lato positivo - Silver Linings Playbook (Silver Linings Playbook)
- Spotlight Award: John Goodman - Argo, Flight, ParaNorman e Di nuovo in gioco (Trouble with the Curve)
- Premio speciale per il filmmaking: Ben Affleck - Argo
- Premio William K. Everson per la storia del cinema: 50 anni di film di James Bond
- Premio per la libertà di espressione:
  - The Central Park Five, regia di Ken Burns, Sarah Burns e David McMahon
  - Promised Land, regia di Gus Van Sant